# Římskokatolická farnost Černotín
Římskokatolická farnost Černotín je územní společenství římských katolíků s farním kostelem sv. Cyrila a Metoděje v děkanátu Hranice. 

## Historie farnosti
První písemná zmínka o obci pochází z roku 1406.

## Duchovní správci
Současným duchovním správcem od září 2012 je jako administrátor excurrendo R. D. Mgr. František Dostál.

## Bohoslužby
| Kostel                | Místo    | Bohoslužba (den)     | Hodina                                                                             | Poznámka     |
| --------------------- | -------- | -------------------- | ---------------------------------------------------------------------------------- | ------------ |
| sv. Cyrila a Metoděje | Černotín | neděle středa sobota | 9.30 (lichý týden) 16.00 (zima)/17.00 (léto) 17.00 (zima)18.00 (léto))(sudý týden) | farní kostel |

## Aktivity ve farnosti
Ve farnosti se pravidelně̟ koná tříkrálová sbírka. V roce 2017 se vybralo 25 914 korun.
Pro farnosti Hustopeče nad Bečvou, Bělotín, Černotín a Špičky vychází každý týden farní časopis Angelus.
Farnost se pravidelně zapojuje do akce Noc kostelů.